# 胡中辉
胡中辉（1987年6月—），河南平顶山人，汉族，中国共产党党员。中华人民共和国政治人物、第十三届全国人民代表大会河南省代表。

## 生平
2018年，胡中辉被选为河南省出席第十三届全国人民代表大会代表。